# Anopheles ungujae
Anopheles ungujae este o specie de țânțari din genul Anopheles, descrisă de White în anul 1975.
Este endemică în Tanzania. Conform Catalogue of Life specia Anopheles ungujae nu are subspecii cunoscute.